# همانطور که هستی
| بررسی انتقادی | بررسی انتقادی |
| منبع          | رتبه‌بندی      |
| ------------- | ------------- |
| آل‌میوزیک      | [ ۱ ]         |

همان‌طور که هستی(As Is) سومین آلبوم استودیویی مانفرد مان است که در ۲۱ اکتبر ۱۹۶۶ منتشر شد.